# Озеров Антон Хрисанфович
Озеров Антон Хрисанфович (30 січня 1912, Самбір — 1976, Київ) — професор, доктор медичних наук.

## Біографія
Народився в сім'ї службовця в м. Самборі. Після закінчення гімназії поступив на медичний факультет Львівського університету, який закінчив у 1940 р. Після закінчення університету працював дільничним лікарем в Івано-Франківській області, потім хірургом у лікарнях Львова, Володимир-Волинського, а в роки Другої світової війни — в шпиталях Радянської армії.
З 1946 по 1948 рр. працював лікарем-лаборантом кафедри отоларингології Київського інституту вдосконалення лікарів, а в 1948 р. поступив у клінічну ординатуру Київського НДІ травматології та ортопедії, де працював у клініці професора Єлецького О. Г., під керівництвом якого він у 1954 р. захистив дисертацію на науковий ступінь кандидата медичних наук на тему: «Хірургічне лікування хворих, які страждають деформуючим артозом нижніх кінцівок», а в 1963 р. захистив дисертацію на науковий ступінь доктора медичних наук на тему: «Деформуючий артоз кульшового суглоба в клініці та експерименті».
У 1963 р. був обраний завідувачем кафедри травматології та ортопедії Київського медичного університету ім. акад. О. О. Богомольця, якою завідував до 1976 р.

## Наукова діяльність
Проф. Озеров А. Х. був широко ерудованим науковцем-клініцистом. Його наукові дослідження були присвячені одній з актуальних проблем ортопедії — дегенеративно-дистрофічним ураженням великих суглобів нижніх кінцівок. Він експериментально довів, що однією з причин дегенеративно-дистрофічних змін у кульшовому суглобі є біомеханічні відхилення від норми, що дало основу для розробки методів профілактичних хірургічних втручань, які направлені на відновлення нормальних анатомо-біомеханічних взаємовідносин у суглобі у дорослих и тим самим попереджають розвиток патологічного процесу в найбільш працездатному віці хворих.
Багато років творчої роботи присвятив однієї з актуальних проблем у травматології — лікуванню переломів шийки стегнової кістки та переломів кінцівок. Запропонована ним методика закритого остеосинтезу переломів шийки стегнової кістки була доступна практичним лікарям-травматологам.
Як учень київської школи травматологів, він був прибічником стабільного остеосинтезу переломів довгих трубчастих кісток, хибних суглобів, вдосконалюючи для цього металеві фіксатори. Клініко-експериментальні дослідження гомо- та гетеро-кісткової пластики дозволили проф. Озерову А. Х. обґрунтувати показання для диференційованого застосування кісткової пластики при реконструктивно-відновних операціях після наслідків травм та захворювань опорно-рухового апарата.
Відомі дослідження Антона Хрисанфовича, які він присвятив травмам та захворюванням хребта й, зокрема, вивченню патогенезу та лікування спондилолістезу.
Автор близько 80 наукових праць. Під його керівництвом захищено 15 кандидатських дисертацій, під його консультуванням — 8 докторських.
Професор Озеров А. Х. крім наукової, педагогічної, лікувально-консультативної роботи був активним членом редакційної колегії міжвідомчого збірника «Ортопедія, травматологія та протезування», членом Правління Республіканського наукового товариства травматологів-ортопедів.